# Seznamy skladeb na prvním místě v USA
Toto je přehled seznamů skladeb a potažmo singlů, které se nacházeli na prvním místě v popovém žebříčku Billboard  Hot 100, který debutoval v roce 1958. Před rokem 1958 existovaly tři Billboard žebříčky, které jsou předchůdcemi Hot 100 a to Best Sellers in Stores (prodej v kamenných obchodech), Most Played by Jockeys (rádio) a  Most Played in Jukeboxes (jukeboxy) a v roce 1955 i Top 100.

## Éra před Hot 100
1940
1941
1942
1943
1944
1945
1946
1947
1948
1949
1950
1951
1952
1953
1954
1955
1956
1957

## Éra Hot 100
|      |      |      |      |      |      |      |      | 1958 | 1959 |
| 1960 | 1961 | 1962 | 1963 | 1964 | 1965 | 1966 | 1967 | 1968 | 1969 |
| 1970 | 1971 | 1972 | 1973 | 1974 | 1975 | 1976 | 1977 | 1978 | 1979 |
| 1980 | 1981 | 1982 | 1983 | 1984 | 1985 | 1986 | 1987 | 1988 | 1989 |
| 1990 | 1991 | 1992 | 1993 | 1994 | 1995 | 1996 | 1997 | 1998 | 1999 |
| 2000 | 2001 | 2002 | 2003 | 2004 | 2005 | 2006 | 2007 | 2008 | 2009 |
| 2010 | 2011 | 2012 | 2013 |      |      |      |      |      |      |